# Communität Casteller Ring
Die Communität Casteller Ring (CCR) ist eine Ordensgemeinschaft von Frauen innerhalb der Evangelisch-Lutherischen Kirche in Bayern. Der Hauptsitz befindet sich auf dem Schwanberg bei Rödelsee nahe Würzburg. 
Von 1996 bis 2011 existierte eine Außenstelle („Stadtstation“) im Augustinerkloster Erfurt.
Die Gemeinschaft lebt nach der Regel des Heiligen Benedikt, dabei beten die Ordensschwestern viermal täglich das Stundengebet (Laudes, Sext, Vesper und Komplet) in der St.-Michaels-Kirche, dreimal wöchentlich werden Abendmahlsgottesdienste gefeiert. Im Rahmen des Geistlichen Zentrums Schwanberg führen die Schwestern eigene Tagungen durch, unter anderem zu den Festen des Kirchenjahres.
Die Communität Casteller Ring unterhält drei Gästehäuser: das Schloss Schwanberg, das Meditationshaus St. Michael und den Jugendhof.
Die Communität ist 1950 aus dem bayerischen Bund Christlicher Pfadfinderinnen (BCP) hervorgegangen. Erste Zusammenkünfte fanden bereits in den 1940er Jahren im unterfränkischen Castell statt, nachdem das dortige Pfarrerehepaar Haffner den Frauen Räumlichkeiten im Haus Bergstraße 3 zur Verfügung gestellt hatte. 

## Oberinnen
- 1950–1969: Christel Felizitas Schmid
- 1969–1990: Maria Scholastika Pfister
- 1990–2002: Edith Therese Krug
- 2002–2008: Ursula Teresa Buske
- 2008–2014: Friederike Immanuela Popp
- 2014–2016: Heidrun Perpetua Schörk
- 2016–2018: Ruth Susanna Meili
- 2018–: Ursula Teresa Buske